# Rio Barigui
Der Rio Barigui ist ein etwa 51 km langer rechter Nebenfluss des Rio Iguaçu im Südosten des brasilianischen Bundesstaats Paraná.

## Etymologie
Der Name Barigui kommt aus dem Tingui-Dialekt. Früher (1721) wurde er noch Barigoihy geschrieben. Er bedeutet Armförmiger Fluss: yba = Arm, igui = von diesem, hy = Fluss. Er kann aber auch als Seitenarm (des Rio Iguaçu) interpretiert werden. Wenn man dagegen mit Romário Martins annimmt, dass der Name aus dem Tupi kommt, dann wäre seine Bedeutung Moskito- oder Stechmückenfluss (mbarigui = Stechmücke). Eine dritte Variante führt den Namen auf einen Indianerstamm zurück, der im Bereich von Curitiba an den Ufern des Flusses lebte.

## Geografie

### Lage
Das Einzugsgebiet des Rio Barigui befindet sich auf dem Primeiro Planalto Paranaense (Erste oder Curitiba-Hochebene von Paraná).

### Verlauf
Sein Quellgebiet liegt im Munizip Almirante Tamandaré auf 944 m Meereshöhe im Parque Ambiental Anibal Khury.
Der Fluss verläuft überwiegend in südlicher Richtung. In seinem Oberlauf durchfließt er für etwa 10 km das Munizipgebiet von Almirante Tamandaré, bildet dann ab dem Autobahnkreuz der PR-418 mit der PR-092 für etwa 10 km die Grenze zum Munizip Curitiba, durchfließt dessen westliche Stadtbezirke für 20 km Länge, bevor er auf seinen letzten zehn Kilometern die westliche Munizipgrenze von Curitiba zum Munizip Araucária bildet. Er mündet auf 868 m Höhe von rechts in den Rio Iguaçu. Er ist etwa 51 km lang, nach anderer Quelle 67 km.
Er entwässert ein Einzugsgebiet von 279 km2 im Gebiet westlich von Curitiba, davon 120 km² im Munizip Almirante Tamandaré, 144 km² im Munizip Curitiba und 15 km² im Munizip Araucária.

### Munizipien im Einzugsgebiet
Am Rio Barigui liegen die drei Munizipien Almirante Tamandaré, Curitiba und Araucária.